# Bolitoglossa chica
Bolitoglossa chica är en groddjursart som beskrevs av Arden H. Brame, Jr. och David Burton Wake 1963. Bolitoglossa chica ingår i släktet Bolitoglossa och familjen lunglösa salamandrar. IUCN kategoriserar arten globalt som sårbar. Inga underarter finns listade.